# Blockade (videogioco)
Blockade è un videogioco arcade sviluppato da UPL e pubblicato da Gremlin Industries nel 1976. Introdusse per primo una semplice meccanica di gioco basata su linee in continuo allungamento che venne poi imitata da molti altri titoli.

## Modalità di gioco
Blockade è soltanto per due giocatori. Ciascun giocatore controlla una freccia che si sposta a velocità costante su una griglia invisibile e che può solo cambiare direzione (su, giù, destra, sinistra), lasciandosi dietro una scia continua. Il primo che urta qualcosa con la propria freccia, sia esso la scia avversaria o la propria o i bordi dell'area di gioco, perde.
Il gioco termina del tutto quando un giocatore arriva a 6 vittorie, abbassabili a 3 secondo le impostazioni del gestore del gioco.
Lo schermo è in bianco e nero, ma il bianco viene reso verde tramite un materiale trasparente in sovrapposizione.

## Eredità
Nel 1976 uscirono tre giochi basati sul principio delle scie che intrappolano gli altri giocatori, Blockade, Barricade e Bigfoot Bonkers. Era una nuova idea per il mondo dei videogiochi, la prima a essere originale e non un adattamento da qualche tipo di gioco tradizionale o altro evento.
Il seguito diretto creato da UPL e pubblicato da Gremlin nel 1977, Comotion, portava il numero massimo di giocatori a 4, disposti intorno a uno schermo orizzontale (cabinato cocktail). Il terzo titolo, Hustle (1977), introduceva il gioco anche in giocatore singolo e obiettivi da raccogliere per ottenere punti.
L'idea venne poi ripresa da molti altri giochi, il primo ad avere un ampio pubblico fu Surround del 1978 per Atari 2600. Tra le altre imitazioni Snafu per Intellivision (1981) e Blind Alley per ZX Spectrum. Ispirò anche la sfida tra Light Cycle del film Tron (1982) e relativo videogioco (Tron, 1982); anche il celebre Snake è in stretta correlazione.